# Enrico Viti
Enrico Viti detto Canapino I (Montalcino, 18 aprile 1909 – Siena, 16 settembre 1984) è stato un fantino italiano.
Padre del fantino Leonardo, detto Canapino II per distinguerlo dal padre, Enrico Viti ha disputato cinque carriere del Palio di Siena, vincendo una volta: il 16 agosto 1928 per il Nicchio.

## Carriera
Enrico Ferruccio Marino Viti nasce, il 18 aprile 1909, a Montalcino, nella casa posta in Prato dello Spedale; figlio di Giovanni  (barrocciaio) e Assunta Angelini. 
Il suo soprannome è il diminutivo di quello del padre, Canapo, in quanto quest'ultimo era solito portare con sé un canape.
Canapino fece il suo debutto al Palio di Siena nel luglio 1928, ma già da minorenne aveva disputato alcune prove per Giraffa (1925 e 1927), Civetta (1926) e Torre (1927). Esordì ufficialmente il 2 luglio 1928 nel Valdimontone, montando un baio di proprietà di Alberto Bassi: si trattava di un cavallo modesto e perfino zoppo, ragione per cui venne esentato dal disputare quattro prove.
Il successo arrivò in agosto nel Nicchio, quando ebbe in sorte il forte cavallo Margiacchina. Erano anni in cui la contrada di via dei Pispini aveva come rivali il Bruco e la Torre, contrade che in quel Palio erano considerate favorite (in particolare la Torre) anche in virtù delle ingenti somme investite. Canapino venne ostacolato già alla mossa dalla Chiocciola e fu costretto a partire molto staccato dalle contrade di testa; una serie di cadute portò il Bruco e la Torre a contendersi il Palio, nonostante la rimonta del Nicchio. All'ultima curva del Casato il fantino del Bruco Ferruccio Funghi detto Porcino allargò la traiettoria, nel presunto tentativo di agevolare il sorpasso della Torre con Garibaldo Fattori detto Garibaldi; quest'ultimo venne però sorpreso dallo spunto di Canapino, che a colpi di nerbo si fece largo riuscendo a beffare le due rivali.
Negli anni successivi il fantino di Montalcino non riuscì a ripetersi: corse altre tre volte, ma abbandonò il Palio a ventun anni, molto probabilmente in seguito alle insistenze della moglie, molto spaventata dai rischi di gravi infortuni a cui andavano incontro i fantini. 
Si sposò a Montepulciano, il 30 novembre 1929, con Binarelli Maria: da questo matrimonio nascerà Leonardo Viti, detto Canapino II, anche lui fantino nel Palio di Siena.
Morì a Siena il 16 settembre 1984

## Presenze al Palio di Siena
Le vittorie sono evidenziate ed indicate in neretto.
| Palio          | Contrada     | Cavallo            | Note |
| -------------- | ------------ | ------------------ | ---- |
| 2 luglio 1928  | Valdimontone | Baio di A. Bassi   |      |
| 16 agosto 1928 | Nicchio      | Margiacchina       |      |
| 2 luglio 1929  | Nicchio      | Morello di P. Neri |      |
| 16 agosto 1929 | Valdimontone | Sauro di M. Busisi |      |
| 16 agosto 1930 | Lupa         | Lina               |      |